# Angelo Domenghini
Angelo « Mesciani » Domenghini (né le 25 août 1941 à Lallio) est un footballeur italien au poste d'attaquant.
Il a joué 154 matchs et marqué 54 buts sous le maillot de l'Inter Milan. Il est également joueur de l'Atalanta Bergame et de l'AS Rome, ainsi qu'international italien (33 sélections et 7 buts entre 1963 et 1972). Il est ainsi champion d'Europe des nations en 1968 et vice-champion du monde en 1970 avec la Squadra Azzurra.

## Palmarès

### En Club
- Inter Milan :
  - Champion de Serie A en 1965 et 1966.
  - Vainqueur de la Coupe des clubs champions européens en 1965.
  - Vainqueur de la Coupe Intercontinentale en 1964.
  - Vice-champion de Serie A en 1967.
  - Finaliste de la Coupe des clubs champions européens en 1967.
- Cagliari Calcio :
  - Champion de Serie A en 1970.

### En sélection
- Italie :
  - Vainqueur du Championnat d'Europe en 1968.
  - Finaliste de la Coupe du monde en 1970.